# NGC 5676
NGC 5676 é uma galáxia espiral (Sbc) localizada na direcção da constelação de Boötes. Possui uma declinação de +49° 27' 25" e uma ascensão recta de 14 horas, 32 minutos e 46,4 segundos.
A galáxia NGC 5676 foi descoberta em 15 de Maio de 1787 por William Herschel.